# チオフェン-2-カルボン酸銅(I)
チオフェン-2-カルボン酸銅(I)(copper(I)-thiophene-2-carboxylate, CuTC)は、ハロゲン化アリール同士のウルマン反応を劇的に推進させる化合物である。